# Gare de Rochefort (France)
Pour les articles homonymes, voir Gare de Rochefort.
La gare de Rochefort est une gare ferroviaire française de la ligne de Nantes-Orléans à Saintes, située sur le territoire de la commune de Rochefort, dans le département de la Charente-Maritime, en région Nouvelle-Aquitaine.
Rochefort est une importante gare de la Société nationale des chemins de fer français (SNCF), bénéficiant du service d'information en ligne Gares en mouvement, elle est desservie par des trains de grandes lignes, et des TER Nouvelle-Aquitaine.

## Situation ferroviaire
Ancienne gare de bifurcation, elle est située au point kilométrique 208,240 de la ligne de Nantes-Orléans à Saintes, entre les gares de Saint-Laurent - Fouras et de Tonnay-Charente, et au PK 17,2 de l'ancienne ligne d'Aigrefeuille - Le Thou à Rochefort déclassée depuis le 12 novembre 1954. Son altitude est de 5 m.

## Histoire

### Première gare
Le chemin de fer arrive à Rochefort, avec la mise en service le 7 septembre 1857 de la section de ligne d'Aigrefeuille - Le Thou à Rochefort par la Compagnie du chemin de fer de Paris à Orléans (PO). Cette première gare de Rochefort, appelée gare d'Orléans, est construite entre le bassin de Bougainville (bassin no 2) et le nouveau port de commerce. Elle dispose d'une importante verrière métallique recouvrant les quais, suivant le modèle de la gare de La Rochelle, et son bâtiment principal est encadré par deux bâtiments administratifs faits de briques posée suivant un décor géométrique coloré. Elle est désaffectée à la fin du XIXe siècle, puis elle est détruite.

### Seconde gare
Une deuxième gare de Rochefort, située à l'emplacement de la gare actuelle, est ouverte par la Compagnie des Charentes, lors de la mise en service de la section de Rochefort à Saintes le 15 avril 1867. La compagnie ouvre également la section de La Rochelle à Rochefort le 29 décembre 1873. La gare est ensuite reprise par l'Administration des chemins de fer de l'État, lors de sa création en 1878.
Le bâtiment voyageurs actuel est construit en 1913, selon les plans de architecte Pierre Esquié (auteur par ailleurs de la gare de La Rochelle-Ville). L’origine du bâtiment est clairement identifiée par la signalétique des Chemins de Fer de l’État sur la façade de la construction. La gare fait l’objet d’une inscription au titre des monuments historiques depuis le 28 décembre 1984.

## Fréquentation
De 2015 à 2023, selon les estimations de la SNCF, la fréquentation annuelle de la gare s'élève aux nombres indiqués dans le tableau ci-dessous.
| Année                     | 2015    | 2016    | 2017    | 2018    | 2019    | 2020    | 2021    | 2022    | 2023    |
| ------------------------- | ------- | ------- | ------- | ------- | ------- | ------- | ------- | ------- | ------- |
| Voyageurs                 | 413 934 | 392 386 | 441 775 | 400 533 | 493 168 | 302 047 | 434 388 | 594 889 | 643 312 |
| Voyageurs + non voyageurs | 517 418 | 490 483 | 552 219 | 500 667 | 616 460 | 377 559 | 542 985 | 743 611 | 804 141 |

## Service des voyageurs

### Accueil

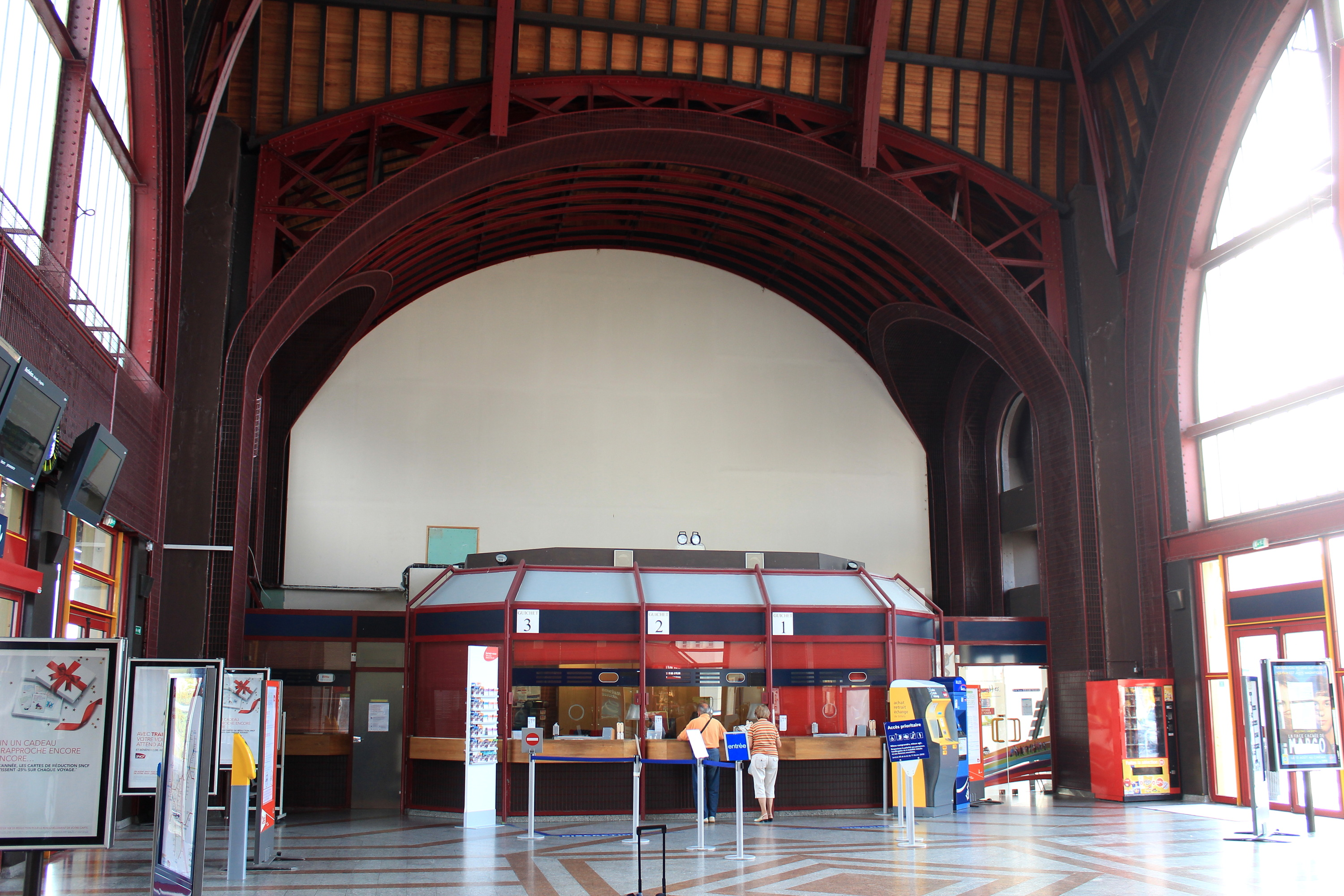
Intérieur du bâtiment voyageurs.

Le bâtiment voyageur est situé place Françoise Dorléac, proche du centre-ville, des parkings pour les véhicules et les vélos sont à disposition dans son environnement proche. Le hall de la gare abrite un commerce de presse, des toilettes et divers équipements en libre service : boîte aux lettres, photos d'identité et photocopie, et un défibrillateur. 
La gare dispose de personnels, l'accueil pour tous, dont celui des personnes handicapés, est accessible tous les jours de la semaine. Plusieurs guichets de vente sont disposés dans le hall, les voyageurs ont également à leur disposition des bornes de billetterie automatique.

### Desserte

#### Trains de grandes lignes
La gare de Rochefort est desservie par des trains SNCF Intercités de la relation de Nantes à Bordeaux.

#### Trains express régionaux
La gare de Rochefort, est desservie par des trains TER Nouvelle-Aquitaine des lignes de La Rochelle à Saintes ou Bordeaux, La Rochelle à Angoulême, ; et La Rochelle à Rochefort.

### Intermodalité
Les bus du réseau de transports urbains de l'agglomération rochefortaise R’bus et du réseau de transports régionaux Nouvelle-Aquitaine disposent d'un arrêt « gare de Rochefort » à proximité du bâtiment voyageur de la gare SNCF.

## Service des marchandises
Cette gare est ouverte au service du fret (train massif, desserte d'installations terminales embranchées et desserte du port de Rochefort).